# Dopravní šikana
Šikana je v dopravě označení pro stavební prvek, který slouží ke zpomalení projíždějících vozidel.
Šikana bývá nejčastěji umístěna na vjezdu do obce, dalším častým umístěním jsou obytné ulice.

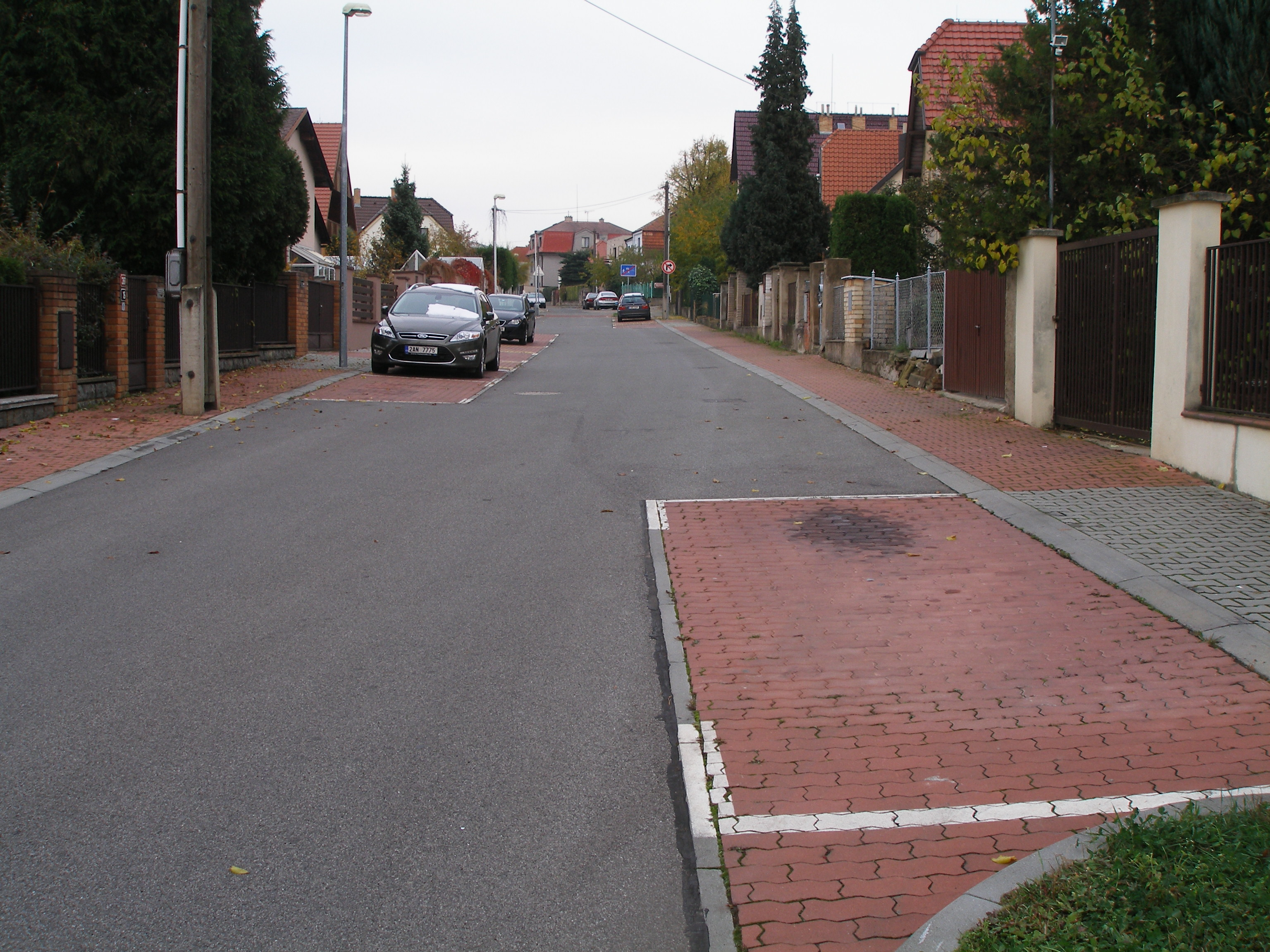
Šikana pomocí prostřídání parkovacích míst

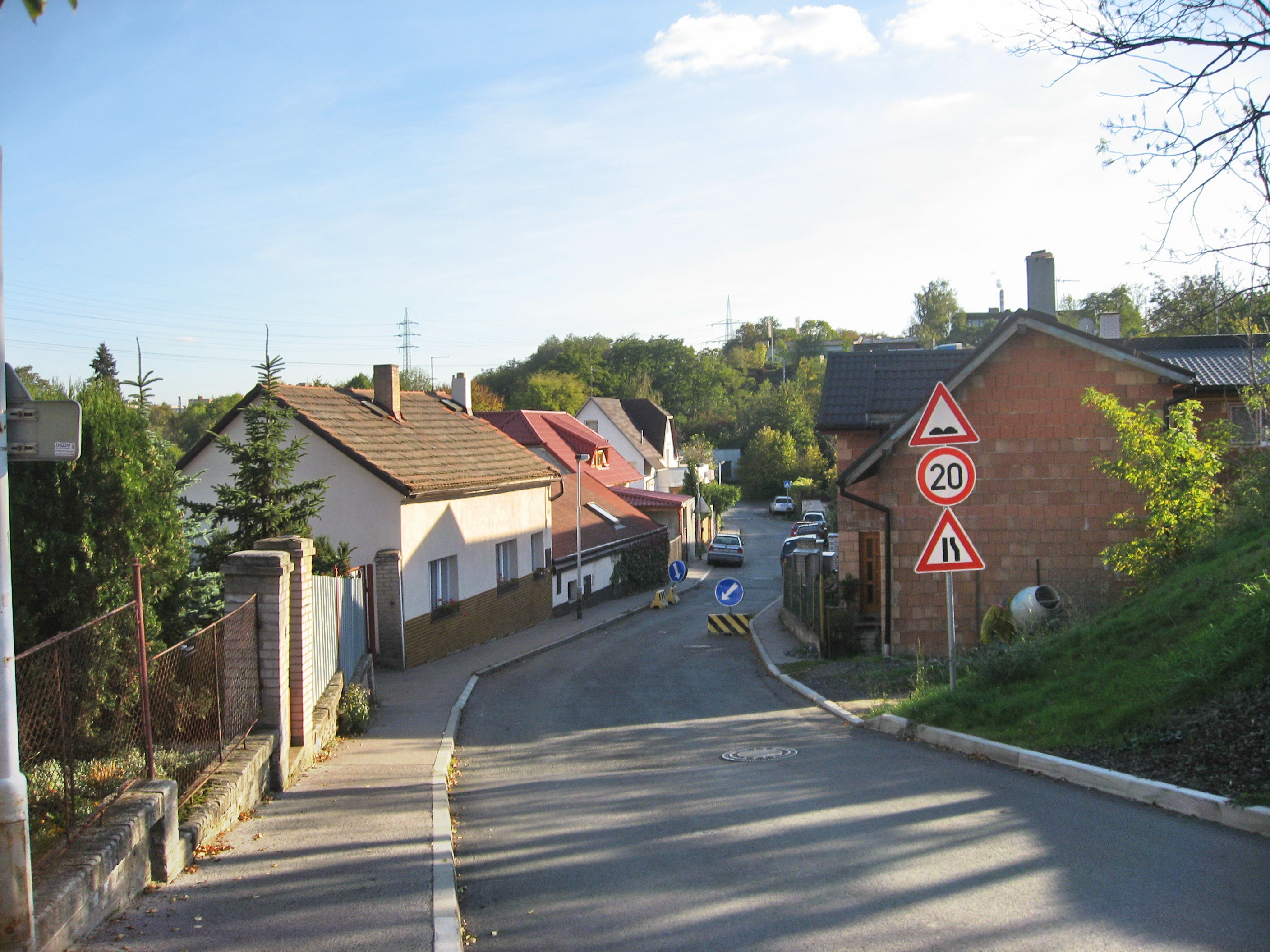
Šikana vytvořená pomocí betonových svodidel

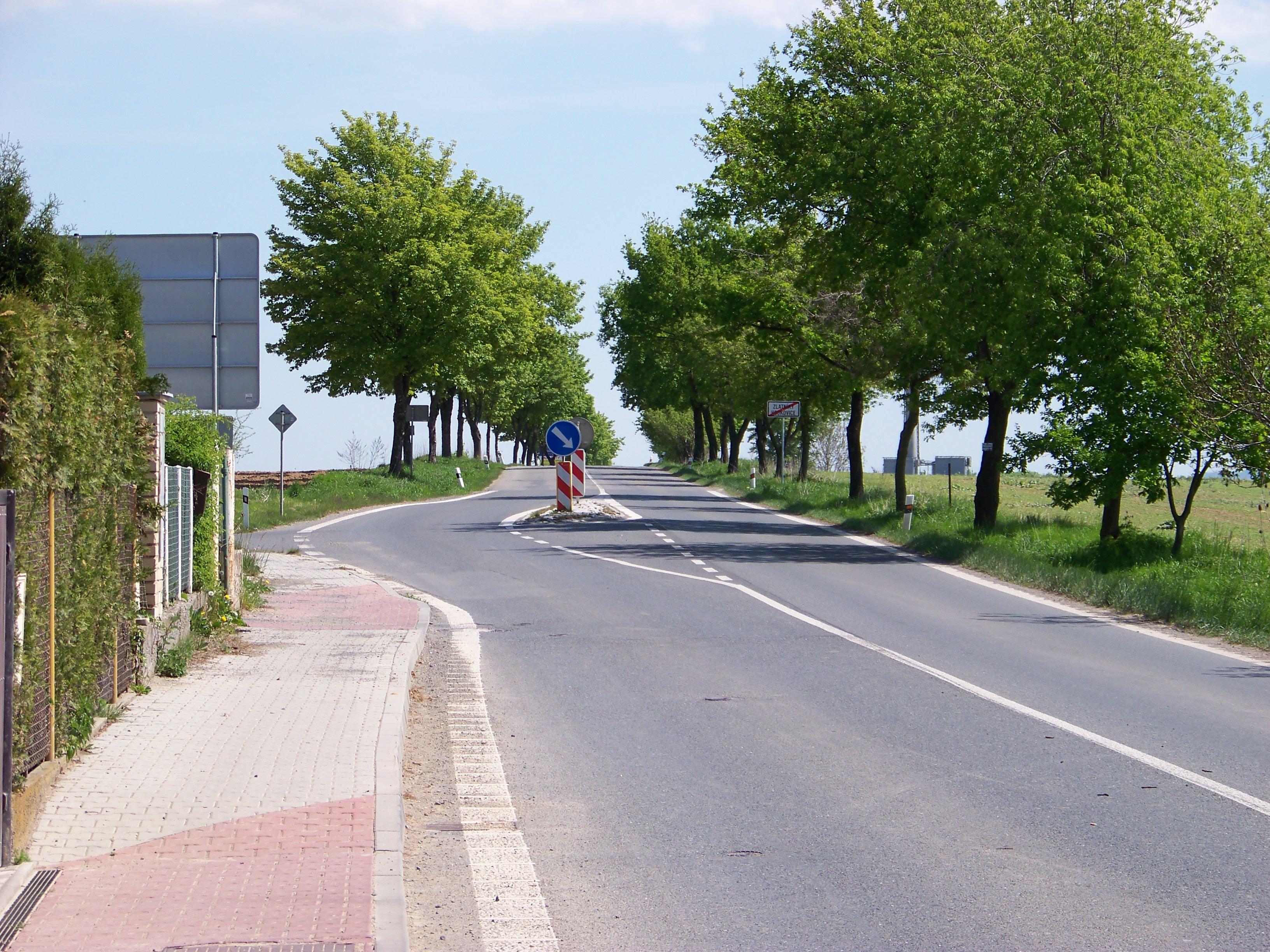
Šikana na vjezdu do obce

Provedení šikan bývá různé - nejjednodušším způsobem v obytné ulici je prostřídání vyznačených parkovacích míst po obou stranách ulice, ve které tak zbude na většině délky pouze jeden jízdní pruh (který musí být podle zákona o provozu na pozemních komunikacích široký minimálně 3,5m).
Dalším častým provedením je osazení fyzických překážek.
Nejdražší na pořízení je stavební úprava, spočívající ve vybudování ostrůvku uprostřed komunikace. Takovýto ostrůvek však musí být, obzvláště na silnicích vyšších tříd, dostatečně robustní, protože jinak hrozí jeho ničení nákladními vozidly.
Šikana je příčné posunutí jízdního pruhu stavebním nebo organizačním opatřením, které sleduje snížení jízdní rychlosti projíždějících vozidel.
ČSN 73 6110, odstavec 3.1.25